# Солёное Озеро (станция)
Солёное озеро (укр. Солоне Озеро) — приграничная станция Крымской железной дороги, расположена в селе Соленое Озеро Джанкойского района на севере Крыма. Названа по расположению на южном берегу залива Сиваш.

## История
Станция Таганаш открыта в 1874 году с пуском железной дороги (были построены железнодорожная казарма и водокачка). На 1889 год действовали паровозное депо, дистанция пути, вагоноремонтный пункт, железнодорожные мастерские, шпалопропиточный завод — Таганаш был крупнейшей линейной станцией Крыма.

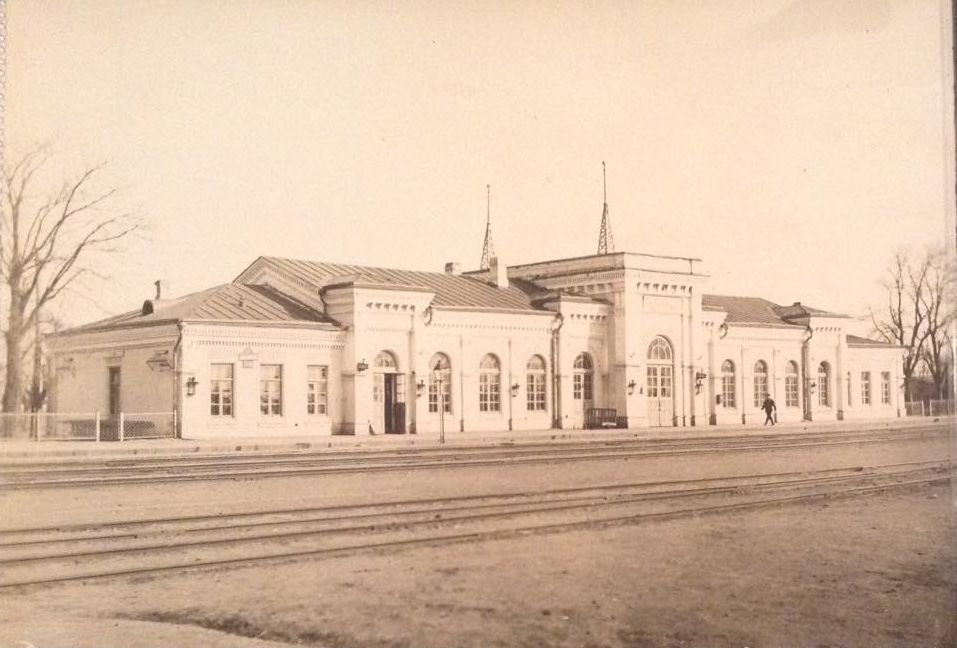
Станция Таганаш, около 1910 года

После пуска линии Джанкой — Феодосия в 1892 году узловой становится станция Джанкой и к 1898 году железнодорожное хозяйство Таганаша было переведено туда. Согласно «Памятной книжке Таврической губернии на 1900 год», на станции Таганаш совершали остановки Севастопольские поезда: двухминутную скорый № 5, с вагонами I и II класса и почтовый № 3, с вагонами I, II и III классов — десятиминутную. По Статистическому справочнику Таврической губернии. Ч.II-я. Статистический очерк, выпуск пятый Перекопский уезд, 1915 год, на станции Таганаш Богемской волости Перекопского уезда числилось 186 дворов с русским населением в количестве 1419 человек приписных жителей, из которых 724 мужчины и 695 женщин. Жители владели 100 десятинами удобной земли, в хозяйствах имелось 120 лошадей и 35 коров. На 1917 год при станции действовала почтово-телеграфная контора.
Станция переименована в Солёное Озеро в 1952 году.

## Перевозчики, направления и расписание
В связи с образованием Крымской железной дороги, с 1 апреля 2014 года по станции прекращено пригородное сообщение с Херсонской областью (на перегоне Сиваш — Солёное Озеро).
С 1 апреля по станции оборачиваются пригородные электропоезда сообщением Симферополь — Солёное Озеро (3 пары ежедневно, до 31 марта 2014 года следовали до Новоалексеевки. Часть электричек по прибытии в Новоалексеевку шла дальше на Мелитополь, а в сезон курсировало около восьми пар электричек в день.
| Перевозчик                              | Дистанция             | Направления и расписание |
| --------------------------------------- | --------------------- | ------------------------ |
| Южная пригородная пассажирская компания | Пригородное сообщение | Яндекс                   |